# Verkehrsgemeinschaft Bamberg
Die Verkehrsgemeinschaft Bamberg, auch VGB, war ein Zusammenschluss von Verkehrsunternehmen im Landkreis Bamberg.
Die VGB wurde 1996 gegründet. Sie sollte durch die gegenseitige Anerkennung der Fahrscheine eine Verbesserung des ÖPNV für die Region erreichen. Zum 1. Januar 2010 wurde die VGB in den VGN integriert.

## Beteiligte Unternehmen
Die Verkehrsgemeinschaft Bamberg (VGB) wurde von folgenden Unternehmen gebildet: 
- Stadtwerke Bamberg Verkehrs- und Park GmbH
- Omnibusverkehr Franken GmbH (OVF)
- Fa. Basel Reisen GmbH & Co. KG
- Fa. Hasler Reisen GmbH & Co. KG
- Fa. Bernhard Hümmer
- Fa. Richard Kuchenmeister
- Fa. Matthäus Metzner
- Fa. Matthäus Metzner-Hennemann KG

## Sonstiges
Zwischen den Stadtwerken und den übrigen Mitgliedern der Verkehrsgemeinschaft Bamberg wurden die Fahrscheine gegenseitig anerkannt.